# Nanhu
Nanhu léase Nan-Jú (en chino simplificado, 南湖区; pinyin, Nánhú qū; literalmente, ‘lago sur’) es un distrito urbano bajo la administración directa de la ciudad-prefectura de Jiaxing. Se ubica en la provincia de Zhejiang, este de la República Popular China. Su área es de 438 km² y su población total para 2010 fue más de 600 mil habitantes.

## Administración
El distrito de Nanhu se divide en 13 pueblos que se administran en 9 subdistritos y 4 poblados.